# Герб Васильківського району (Дніпропетровська область)
Герб Василькі́вського райо́ну — офіційний символ Васильківського району, затверджений 14 грудня 2005 рішенням № 485-29/IV сесії Васильківської районної ради. Автор — В. Ф. Гундарчук.

## Опис
Щит скошений зліва лазуровим хвилястим перев'язом, на верхньому зеленому полі чорна квітка соняшника із золотими пелюстками, на нижньому золотому козак у малиновому вбранні з рушницею у руці та шаблею на боці. Щит облямований золотим декоративним картушем і увінчаний срібною короною.

## Значення
Постать запорізького козака у гербі вказує на історичне минуле району, територію якого за часів як Старої, так і Нової Січі входила до земель Війська Запорозького, соняшник символізує розвинуте в районі сільське господарство, хвилястий перев'яз — місцеву річку Вовчу.